# Bemposta (Penamacor)
Bemposta é uma povoação portuguesa do Município de Penamacor, na antiga província da Beira Baixa, região do Centro (Região das Beiras) e sub-região da Beira Interior Sul, que foi sede da extinta Freguesia de Bemposta, freguesia que tinha 10,00 km² de área e 120 habitantes (2011), e, por isso, uma densidade populacional de 12 hab/km².
A Freguesia de Bemposta foi extinta (agregada) pela reorganização administrativa de 2012/2013, tendo o seu território sido agregado ao da Freguesia de Pedrógão de São Pedro para criar a União das Freguesias de Pedrógão de São Pedro e Bemposta.
Bemposta foi vila e sede de concelho entre 1510 e 1836. Este era constituído apenas pela freguesia da sede e tinha, em 1801, 410 habitantes. Aquando da extinção passou a incorporar o concelho de Monsanto e, em 1848 o (atual município) de Penamacor.
Bemposta corresponde ao lugar ou à gens Isibraia.

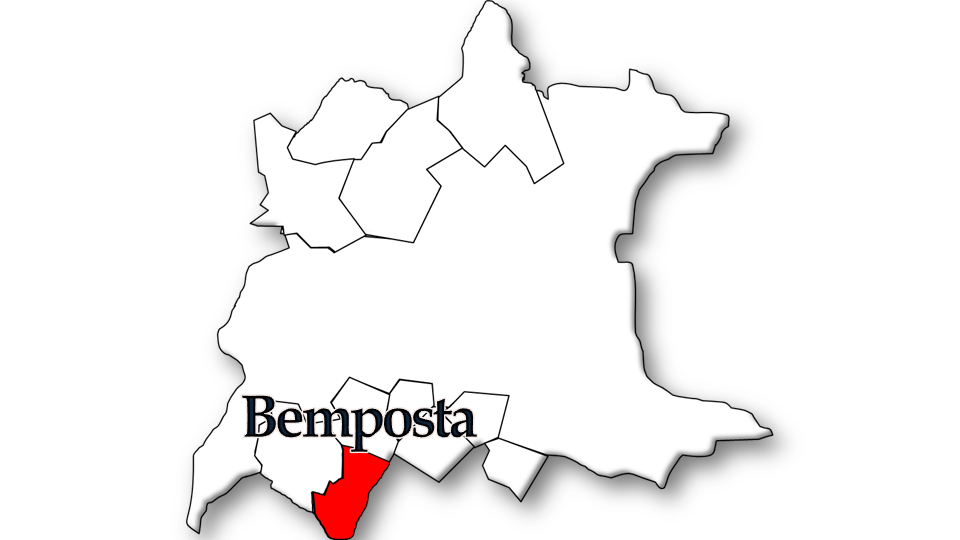
Localização no Município de Penamacor

## População
| População da freguesia de Bemposta | População da freguesia de Bemposta | População da freguesia de Bemposta | População da freguesia de Bemposta | População da freguesia de Bemposta | População da freguesia de Bemposta | População da freguesia de Bemposta | População da freguesia de Bemposta | População da freguesia de Bemposta | População da freguesia de Bemposta | População da freguesia de Bemposta | População da freguesia de Bemposta | População da freguesia de Bemposta | População da freguesia de Bemposta | População da freguesia de Bemposta |
| ---------------------------------- | ---------------------------------- | ---------------------------------- | ---------------------------------- | ---------------------------------- | ---------------------------------- | ---------------------------------- | ---------------------------------- | ---------------------------------- | ---------------------------------- | ---------------------------------- | ---------------------------------- | ---------------------------------- | ---------------------------------- | ---------------------------------- |
| 1864                               | 1878                               | 1890                               | 1900                               | 1911                               | 1920                               | 1930                               | 1940                               | 1950                               | 1960                               | 1970                               | 1981                               | 1991                               | 2001                               | 2011                               |
| 374                                | 363                                | 424                                | 479                                | 545                                | 538                                | 613                                | 698                                | 738                                | 543                                | 440                                | 271                                | 226                                | 184                                | 120                                |

## História
Bemposta era a freguesia do Município de Penamacor de mais nítido sentido romano, segundo as actas e memórias do 1º colóquio de Arqueologia e História do Concelho de Penamacor, realizado entre os dias 5, 6 e 7 de Outubro de 1979, o estudo que nos revela Joaquim Candeias da Silva (subsídios para o estudo da viação romana no Sw do antigo território Penamacorense), no 3.ponto do seu estudo (Da Bemposta à Mata (Da Rainha), refere a Bemposta como a aldeia mais rica em vestígios romanos do concelho de Penamacor, digna da maior atenção de estudos epigrafistas. Aponta duas aras dedicadas ao Deus indígena Bandis Isibraiegvs. Muito se tem escrito relativamente ao culto de Band, esta divindade indígena da Lusitânia pré-romana, com o nome assente no radical.
O Professor Catedrático da Universidade de Coimbra, José d’Encarnação, que produziu um trabalho de síntese, relativamente a este assunto, contabilizou 28 inscrições encontradas no Ocidente Peninsular, o mesmo conclui, apenas estas duas aras referem o Deus Isibraieco: trata-se de um epíteto circunscrito à Bemposta. Seria então Bemposta uma povoação, correspondente ao lugar à gens Isibraia ou lugar de gente do Deus Isibraecus.

### Bemposta, 500 anos de Foral Manuelino
O ano de 2010 marca a passagem dos 500 anos da doação da carta de foral a Bemposta, que ocorreu a 1 de junho de 1510 no mesmo dia que é concedida à Vila de Penamacor. Um marco importante na construção da lógica territorial do Concelho e que assinala o reconhecimento administrativo pelo Rei D. Manuel I, e cuja autonomia fiscal, jurídica e administrativa é, desta forma, institucionalizada com a doação destes forais. Estes documentos ocupam assim um lugar de grande importância na história do Concelho de Penamacor, pois permite-nos perceber como decorria a vida das populações na época Quinhentista, contendo fiéis descrições dos produtos agrícolas da época e dos modos de vivência do povo, entre outras.
Dada a sua importância e autonomia a Bemposta foi sede de concelho até 1836, quando foi extinto o município pela Rainha D. Maria II, para ser primeiramente integrado em Monsanto, e mais tarde (1848) em Penamacor. Desta perdida autonomia ainda permanece o Pelourinho, antiga Casa da Câmara, tribunal e prisão, que ainda hoje se erguem num largo central da povoação, junto à Capela do Espírito Santo (século XVIII) e à Torre Sineira (possivelmente uma antiga Torre de Menagem medieval). O monumento original foi erguido em data incerta, sendo de supor que datasse da concessão de foral manuelino.

## Património
- Pelourinho da Bemposta
- Núcleo museológico da Bemposta (vestígios romanos)
- Capelas do Espírito Santo e de S. Sebastião
- Antigos Paços do Concelho
- Cruzeiro
- Ponte romana
- Torre do relógio
- Fontes Salgueira, de Santa Comba e Nova
- Ara romana de Bemposta